# Intellektuellt kapital
Intellektuellt kapital kan definieras som de faktorer som inte syns i den traditionella balansräkningen, men som samtidigt är avgörande för ett företags framgång. Det intellektuella kapitalet består av humankapital, strukturkapital samt relationellt kapital.
Åtminstone för en svensk målgrupp introducerades begreppet under 1990-talet av Leif Edvinsson, då talesman för försäkringsbolaget Skandia.